# 小倉王
小倉王（おぐらおう、生没年不詳）は、奈良時代から平安時代初期にかけての皇族。名は雄倉王とも記される。舎人親王の孫。中務卿・三原王の子。官位は正五位下・内膳正。

## 経歴
延暦3年（784年）正月に無位から従五位下に叙爵され、同年12月に従五位上、翌年延暦4年（785年）正月少納言に叙任される。延暦6年（787年）阿波守、延暦18年（799年）2月に典薬頭次いで同年12月に内膳正を歴任し、この間の延暦8年12月（790年1月）の皇太后・高野新笠の崩御の際には、山作司を務めている。
正五位下に叙された後、延暦23年（804年）に五男の繁野王と兄・和気王の孫である山河王に対して、延暦17年（798年）の友上王の故事に倣って清原真人姓を賜与の上で臣籍降下されるよう上表して許される。また同時に、繁野の名について桓武天皇の皇女・滋野内親王の名に触れることを避けるために、夏野に改めることも許されている。

## 官歴
『六国史』による。
- 延暦3年（784年） 正月7日：従五位下。12月2日：従五位上
- 延暦4年（785年） 正月27日：少納言
- 延暦6年（787年） 2月5日：阿波守
- 延暦8年（789年） 12月29日：山作司（皇太后・高野新笠葬儀）
- 延暦18年（799年） 2月20日：典薬頭。12月22日：内膳正
- 時期不詳：正五位下

## 系譜
- 父：三原王[2]
- 母：不詳
- 妻：小野家主（小野縄手の娘）[2]
  - 五男：清原夏野[1]（782-837）
- 生母不詳の子女
  - 男子：貞代王[3]